# آوآ (شرکت مخابراتی)
آوِآ (انگلیسی: Avea) تنها شرکت مخابرات ترک است که روی باند GSM ۱۸۰۰ کار می‌کند، در سال ۲۰۰۴ بنیان‌گذاری شد، و در سال ۲۰۱۵ دارای ۱۷ میلیون مشترک در سطح کشوری بوده است. این شرکت هم‌اکنون با نام تجاری ترک تلکام فعالیت می‌کند.